# Aleksandr Sidorov
Aleksandr Viktorovich Sidorov (russisch Александр Викторович Сидоров Alexander Wiktorowitsch Sidorow; * 28. Juli 1990) ist ein usbekischer Billardspieler aus Buxoro, der in der Billardvariante Russisches Billard antritt.
Er wurde 2016 Weltmeister in der Disziplin Kombinierte Pyramide und ist damit der einzige Usbeke, der einen WM-Titel im Russischen Billard errang. Darüber hinaus gewann er 2017 den Kremlin Cup.

## Karriere
Im Februar 2011 nahm Sidorov erstmals an einer Weltmeisterschaft teil, der Kombinierte-Pyramide-WM in Almaty, und erreichte dort das Achtelfinale, in dem er dem Russen Andrei Freise mit 2:5 unterlag. Im weiteren Verlauf des Jahres nahm er an mehreren großen Turnieren in Russland teil, kam dort aber nie über die Runde der letzten 32 hinaus.
Anfang 2012 gelangte er beim Kirow-Millionen-Turnier in Kirow ins Viertelfinale, nachdem er unter anderem den ehemaligen Weltmeister Oleksandr Palamar besiegt hatte. Bei der Kombinierte-Pyramide-WM 2012 in Bischkek schied er in der Runde der letzten 32 gegen den Kirgisen Kanat Sydykow aus. Ende des Jahres gewann er durch einen 4:2-Finalsieg gegen den Russen Pawel Kusmin den Imperija-Pokal in Ussurijsk.
In das Jahr 2013 startete Sidorov mit einem weiteren Turniersieg, als er sich im Finale der Kirow-Millionen-Turniers gegen Oleksandr Palamar mit 6:2 durchsetzte. Kurz danach schied er bei der Kombinierte-Pyramide-WM erneut im Sechzehntelfinale aus, diesmal gegen Aleh Retschyz (5:6). Ende Februar 2013 zog er beim Winterturnier der Turnierserie Nord Light Vologda 2013 in Wologda ins Endspiel ein, in dem er mit 2:5 gegen Nikita Liwada verlor. Wenig später gewann er den Sagid-Murtasalijew-Pokal in Kisljar und ein Turnier in Lipezk. Anschließend folgten drei frühe Niederlagen. Erst beim Savvidi Cup kam er wieder ins Achtelfinale und beim Frühlingsturnier der Nord-Light-Vologda-Serie ins Viertelfinale. Im Mai gewann er die Pogodin Open im Finale gegen Sergei Grjasnow. Bei der Dynamische-Pyramide-WM 2013 verpasste er mit drei Siegen in fünf Vorrundenspielen knapp den Einzug ins Achtelfinale. Im September nahm Sidorov erstmals in der Disziplin Freie Pyramide an der WM teil und schied in der Runde der letzten 64 aus. Beim Imperija-Pokal 2013 gelang ihm im Endspiel gegen Jaroslaw Tarnowezkyj mit einem 5:3-Sieg die Titelverteidigung. Eine Woche später traf er im Finale des Bürgermeisterpokals in Wladiwostok erneut auf den Ukrainer Tarnowezkyj, dem er sich diesmal mit 2:5 geschlagen geben musste. Zum Jahresende schied er beim Kremlin Cup und bei den St. Petersburg Open frühzeitig aus.
Nachdem er beim Kirow-Millionen-Turnier als Titelverteidiger sieglos in der Vorrunde ausgeschieden war und beim Wladislaw-Tyrin-Pokal das Halbfinale erreicht hatte, gewann Sidorov im April 2014 durch einen 6:3-Finalsieg gegen Armen Gabrieljan den Tschernosem-Pokal. Eine Woche später sicherte er sich im Endspiel gegen Jernar Tschimbajew mit 6:5 bei den Prince Open seinen ersten Weltcupsieg. Im August gewann er im Finale gegen Kirill Jurin durch einen 2:0-Sieg den Billardwettbewerb beim Allrussischen Festival des nichtolympischen Sports. Wenige Tage später kam er bei der Kombinierte-Pyramide-WM erstmals über das Achtelfinale hinaus. Erst im Halbfinale musste er sich dem späteren Weltmeister Jewhen Nowossad knapp mit 5:6 geschlagen geben und gewann somit als zweiter Usbeke nach Rustam Usmonov (2001) eine WM-Medaille im Russischen Billard. Bei der Dynamische-Pyramide-WM 2014 erreichte Sidorov das Achtelfinale und unterlag dem Russen Nikita Liwada mit 5:6. Wenige Tage später zog er beim Imperija-Pokal nach zwei Siegen in den Vorjahren erneut ins Finale ein, in dem er sich diesmal jedoch dem Moldauer Serghei Krîjanovski mit 4:5 geschlagen geben musste.
Anfang 2015 erreichte Sidorov bei der Kombinierte-Pyramide-WM das Achtelfinale, in dem er Andrei Freise unterlag. Beim Superfinale der Weltmeisterschaften, einem Einladungsturnier in Surgut mit den elf bestplatzierten Spielern der drei Weltmeisterschaften 2014, belegte Sidorov den siebten Rang. Beim Weltcup 2015 erreichte einmal das Viertelfinale und einmal das Finale, in dem er gegen Alexei Schoschin mit 1:6 verlor. Im weiteren Verlauf des Jahres belegte er unter anderem beim Imperija-Pokal den fünften Platz und erreichte das Viertelfinale des Kremlin Cup. Beim Finalturnier des Weltcups schied er hingegen bereits in der Runde der letzten 32 gegen den späteren Finalisten Artur Piwtschenko aus.
Im März 2016 zog Sidorov bei der Kombinierte-Pyramide-WM ins Finale ein, nachdem er unter anderem Ihor Lytowtschenko, Titelverteidiger Älibek Omarow und Asis Madaminow besiegt hatte. Im Endspiel gegen den Kasachen Arbi Muzijew setzte er sich mit 6:2 durch und wurde somit als erster Usbeke Weltmeister im Russischen Billard. Mit 25 Jahre, 8 Monate, 5 Tage war er der bis dahin zweitälteste Weltmeister in der Disziplin Kombinierte Pyramide. Im August gewann er im Finale gegen Iossif Abramow (6:5) die Kropotkin Open in Kropotkin. Einen Monat später erreichte er beim Savvidi Cup das Halbfinale, in dem er dem Russen Dmitri Schkoda mit 4:5 unterlag. Nachdem er beim Imperija-Pokal Vierter geworden war und beim Kremlin Cup das Achtelfinale erreicht hatte, schied er bei der Freie-Pyramide-WM 2016 mit einer 6:7-Auftaktniederlage gegen Annamämmet Annamämmedow bereits in der Runde der letzten 64 aus. Beim Weltcup-Finalturnier folgte mit einem Sieg aus drei Vorrundenspielen ein weiteres frühes Ausscheiden.
Anfang 2017 schied Sidorov bei der Kombinierte-Pyramide-WM, bei der er Titelverteidiger war, in der Runde der letzten 32 gegen Jaroslaw Tarnowezkyj mit 5:6 aus. Wenig später gelangte er beim Moskauer Bürgermeisterpokal ins Halbfinale und unterlag dem späteren Turniersieger Sergei Goryslawez. In den folgenden Tagen spielte er zwei weitere Turniere in Moskau und belegte dort den dritten Platz (Royal Open Cup) beziehungsweise den zweiten Platz (Legends Cup). Im Juli gewann er in Isobilny den Stawropol-Pokal im Finale gegen Wladislaw Osminin mit 5:0. Einen Monat später gewann er durch einen 30:15-Finalsieg gegen den Armenier Rasmik Wardanjan den Kremlin Cup als erster Usbeke. Auch beim Savvidi Cup 2017 gelangte er ins Endspiel, diesmal musste er sich jedoch dem Titelverteidiger Dastan Lepschakow mit 2:6 geschlagen geben. Am Jahresende schied er beim Weltcup-Finalturnier hingegen in der Runde der letzten 32 aus.
Beim Bürgermeisterpokal 2018 in Kaliningrad erreichte Sidorov das Halbfinale. Wenig später musste er hingegen bei der Dynamische-Pyramide-WM gegen Maxim Pan eine Auftaktniederlage hinnehmen. Im September 2018 gelangte er beim Kremlin Cup ins Halbfinale, in dem er als Titelverteidiger dem späteren Turniersieger Oleg Jerkulew mit 3:5 unterlag. Nachdem er beim Imperija-Pokal 2018 den 33. Platz belegt hatte, schied er beim Savvidi Cup 2018, ein Jahr nach seinem Finaleinzug, im Achtelfinale gegen Pawlo Radionow aus.
Im Mai 2019 gewann Sidorov das Kalikjan-Turnier im russischen Magadan durch einen 4:0-Endspielsieg gegen Konstantin Schinkarew. Nachdem er beim Achmat-Chadschi-Kadyrow-Turnier das Viertelfinale erreicht hatte, schied er beim Kremlin Cup 2019 bereits in der Runde der letzten 64 aus. Im Oktober 2019 zog er beim Savvidi Cup ins Halbfinale ein, in dem er dem Kirgisen Asis Madaminow mit 2:5 unterlag.

## Erfolge
| Ergebnis | Jahr   | Turnier                              | Finalgegner           | Endstand |
| -------- | ------ | ------------------------------------ | --------------------- | -------- |
| Sieger   | 2012   | Imperija-Pokal                       | Pawel Kusmin          | 4:2      |
| Sieger   | 2013   | Kirow-Millionen-Turnier              | Oleksandr Palamar     | 6:2      |
| Finalist | 2013   | Nord Light Vologda – Winterturnier   | Nikita Liwada         | 2:5      |
| Sieger   | 2013   | Sagid-Murtasalijew-Pokal             | İslam Fərhadov        | 5:4      |
| Sieger   | 2013   | BK-Kino-Turnier                      | Andrei Lukin          | 5:2      |
| Sieger   | 2013   | Pogodin Open                         | Sergei Grjasnow       | 5:1      |
| Sieger   | 2013   | Imperija-Pokal                       | Jaroslaw Tarnowezkyj  | 5:3      |
| Finalist | 2013   | Bürgermeisterpokal Wladiwostok       | Jaroslaw Tarnowezkyj  | 2:5      |
| Sieger   | 2014   | Tschernosem-Pokal                    | Armen Gabrieljan      | 6:3      |
| Sieger   | 2014/1 | Prince Open                          | Jernar Tschimbajew    | 6:5      |
| Sieger   | 2014   | Festival des nichtolympischen Sports | Kirill Jurin          | 2:0      |
| Finalist | 2014   | Imperija-Pokal                       | Serghei Krîjanovski   | 4:5      |
| Finalist | 2015   | Longoni Russia Cup                   | Alexei Schoschin      | 1:6      |
| Sieger   | 2016   | Weltmeisterschaft (Komb. Pyr.)       | Arbi Muzijew          | 6:2      |
| Sieger   | 2016   | Kropotkin Open                       | Iossif Abramow        | 6:5      |
| Finalist | 2017   | Legends Cup                          | Asis Madaminow        | 2:3      |
| Sieger   | 2017   | Stawropol-Pokal                      | Wladislaw Osminin     | 5:0      |
| Sieger   | 2017   | Kremlin Cup                          | Rasmik Wardanjan      | 30:15    |
| Finalist | 2017   | Savvidi Cup                          | Dastan Lepschakow     | 2:6      |
| Sieger   | 2019   | Kalikjan-Turnier                     | Konstantin Schinkarew | 4:0      |

## Teilnahmen an Weltmeisterschaften
| Disziplin            | 2011  | 2012 | 2013 | 2014 | 2015 | 2016 | 2017  | 2018  | 2019  | 2020  |
| -------------------- | ----- | ---- | ---- | ---- | ---- | ---- | ----- | ----- | ----- | ----- |
| Freie Pyramide       | –     | –    | L64  | –    | –    | L64  | n. a. | –     | –     | n. a. |
| Dynamische Pyramide  | n. a. | –    | R    | A    | –    | –    | n. a. | R     | n. a. | n. a. |
| Kombinierte Pyramide | A     | L32  | L32  | H    | A    | S    | L32   | n. a. | –     | n. a. |
| Quelle:              |       |      |      |      |      |      |       |       |       |       |

| Legende | Legende                               |
| ------- | ------------------------------------- |
| S       | Sieger                                |
| F       | Finalist                              |
| HF / H  | Halbfinalist                          |
| VF / V  | Viertelfinalist                       |
| AF / A  | Achtelfinalist                        |
| LX      | Niederlage in der Runde der letzten X |
| R2      | Niederlage in Runde 2                 |
| R       | Vorrundenaus/Niederlage in Runde 1    |
| –       | nicht teilgenommen                    |
| n. a.   | nicht ausgetragen                     |